# OR2H1
OR2H1 (англ. Olfactory receptor family 2 subfamily H member 1) – білок, який кодується однойменним геном, розташованим у людей на короткому плечі 6-ї хромосоми. Довжина поліпептидного ланцюга білка становить 316 амінокислот, а молекулярна маса — 35 339.
| 10         |  | 20         |  | 30         |  | 40         |  | 50         |
| ---------- |  | ---------- |  | ---------- |  | ---------- |  | ---------- |
| MVNQSSPMGF |  | LLLGFSEHPA |  | LERTLFVVVF |  | TSYLLTLVGN |  | TLIILLSVLY |
| PRLHSPMYFF |  | LSDLSFLDLC |  | FTTSCVPQML |  | VNLWGPKKTI |  | SFLGCSVQLF |
| IFLSLGTTEC |  | ILLTVMAFDR |  | YVAVCQPLHY |  | ATIIHPRLCW |  | QLASVAWVMS |
| LVQSIVQTPS |  | TLHLPFCPHQ |  | QIDDFLCEVP |  | SLIRLSCGDT |  | SYNEIQLAVS |
| SVIFVVVPLS |  | LILASYGATA |  | QAVLRINSAT |  | AWRKAFGTCS |  | SHLTVVTLFY |
| SSVIAVYLQP |  | KNPYAQGRGK |  | FFGLFYAVGT |  | PSLNPLVYTL |  | RNKEIKRALR |
| RLLGKERDSR |  | ESWRAA     |  |            |  |            |  |            |

A: Аланін

C: Цистеїн

D: Аспарагінова кислота

E: Глутамінова кислота

F: Фенілаланін

G: Гліцин

H: Гістидин

I: Ізолейцин

K: Лізин

L: Лейцин

M: Метіонін

N: Аспарагін

P: Пролін

Q: Глутамін

R: Аргінін

S: Серин

T: Треонін

V: Валін

W: Триптофан

Кодований геном білок за функціями належить до рецепторів, g-білокспряжених рецепторів, білків внутрішньоклітинного сигналінгу. 
Локалізований у клітинній мембрані.